# Grocholice (gmina Sadowie)
Grocholice – wieś sołecka w Polsce położona w województwie świętokrzyskim, w powiecie opatowskim, w gminie Sadowie.
| SIMC    | Nazwa             | Rodzaj    |
| ------- | ----------------- | --------- |
| 0806105 | Folwark           | część wsi |
| 0806111 | Poprzecznia Droga | część wsi |

W latach 1954–1961 wieś należała i była siedzibą władz gromady Grocholice, po jej zniesieniu w gromadzie Bogusławice. W latach 1975–1998 miejscowość należała administracyjnie do województwa tarnobrzeskiego.
Przez wieś przechodzi  czerwony szlak rowerowy do Opatowa i  zielony szlak rowerowy im. Witolda Gombrowicza.
W Grocholicach, w dawnym budynku szkoły, do 2008 znajdował się Dom dla Matek z Dziećmi, prowadzony przez Wspólnotę Chleb Życia.

## Historia
W przeszłości Grocholice i sąsiednie Wszechświęte stanowiły jedną miejscowość, a nazwy Wszechświęte i Grocholice były używane zamiennie. Współcześnie Wszechświęte z gotyckim kościołem pw. Wszystkich Świętych jest oddzielnym sołectwem.
Według Słownika geograficznego Królestwa Polskiego, z końca XIX w., Grocholice (lub Wszechświęte) były wsią kościelną i folwarkiem nad rzeką Obręczanką. Znajdował się tu kościół parafialny ufundowany w 1460 r. przez Jakuba i Andrzeja, dziedziców Grocholic. W 1827 r. było tu 15 domów i 125 mieszkańców. W latach 80. XIX wieku, gdy wydano słownik, Grocholice (Wszechświęte) miały 29 domów, 217 mieszkańców, 376 mórg ziemi dworskiej i 387 ziemi włościańskiej.